# مانیفیت
مانیفیت (به انگلیسی: Monifieth) یک شهرک در اسکاتلند است که در آنگوس واقع شده است.

## خواهرخوانده
شهر Soyaux خواهرخواندهٔ مانیفیت هست.